# Дильман Володимир Михайлович
Володимир Михайлович Дильман (1925—1994) — радянський ендокринолог і геронтолог; доктор медичних наук (1958), професор. Автор елеваційної теорії старіння.

## Біографія
Народився 19 липня 1925 року в Новосибірську.
Медичну освіту почав здобувати в Новосибірському медичному інституті, потім перевівся в 1-й Ленінградський медичний інститут імені академіка В. П. Павлова. Працював у клініці, очолюваній професором Р. Ф. Лангом. Також працював у НДІ онкології ім. Н. Н. Петрова (1958). В 1965—1991 роках керував лабораторією, перетвореною з групи ендокринології.
Відстоював інтегральний погляд на медицину. Ще в кінці 1950-х років Дильман звернув увагу на поєднання метаболічних порушень, атеросклерозу і гіпертонічної хвороби, що позначається тепер як метаболічний синдром. Вказував на роль підвищення гіпоталамічного порогу чутливості до інгібуючої дії периферичних гормонів у виникненні основних неінфекційних захворювань людини. Сформулював ідею про «біологічний годинник», як механізм регулювання, який визначає роботу різних систем організму.
В 1974 році організував Всесоюзний симпозіум за участю закордонних вчених, за результатами якого були видані тези.
Його наукова спадщина охоплює роз'яснення єдиного механізму, що лежить в основі нормального розвитку людини та формування так званих «головних» хвороб, по мірі старіння, з урахуванням динаміки «гіпоталамічного порогу чутливості до регуляторних сигналів», формулювання закону відхилення гомеостазу, опис екологічної, генетичної, акумуляційної і онтогенетичної моделей виникнення провідних захворювань, розмежування понять про вікову, ідеальну та оптимальну норму, розробку уявлення про синдром канкрофілії.
Останні роки життя В. М. Дильман жив і працював у США. Помер у Нью-Йорку 21 травня 1994 року.